# Rete filoviaria di Padova
La rete filoviaria di Padova fu in esercizio nella città veneta dal 1937 al 1970.

## Storia
Nel 1933 la SAER rilevò dalla TMP l'esercizio della rete tranviaria cittadina e, constatatane l'obsolescenza, decise di sostituirla con una moderna rete filoviaria, analogamente a quanto accadeva in molte altre città italiane.
La prima linea venne attivata il 21 aprile 1937, e dopo la parentesi bellica la rete continuò ad espandersi fino ad un massimo di 13 linee, per una lunghezza d'impianto di quasi 62 km; nel frattempo, nel 1952 la gestione della rete era passata alla municipalizzata ACAP.
La contrazione della rete, sostituita progressivamente da autobus, iniziò nel 1965 e si concluse nel febbraio 1970 con la chiusura dell'ultima linea.

## Mezzi
| Numeri SAER | Numeri ACAP | Anno      | Telaio         | Carrozzeria | Parte elettrica | Note                                             |
| ----------- | ----------- | --------- | -------------- | ----------- | --------------- | ------------------------------------------------ |
| 701 a 704   | 41 a 44     | 1936-1937 | Fiat 656F/530  | Fiat        | CGE             | Acquisiti nel 1940 dalla rete di Milano          |
| 501 a 518   | 21 a 32     | 1937      | Breda 80G      | Breda       | Breda           |                                                  |
| 601 a 604   | 33 a 36     | 1937      | Breda 80 G2    | Breda       | Breda           |                                                  |
| 605 a 608   | 37 a 40     | 1949      | Fiat 668F/110  | Stanga      | TIBB            |                                                  |
| 711 a 715   | 45 a 49     | 1951      | Fiat 668/124   | Cansa       | CGE             |                                                  |
| -           | 50 a 52     | 1953      | Fiat 668F/131  | Cansa       | Marelli         |                                                  |
| -           | 53, 54      | 1953      | Fiat 668F/131  | Stanga      | Marelli         |                                                  |
| -           | 55          | 1953      | Alfa Romeo 920 | Stanga      | TIBB            | Venduto in data imprecisata alla rete di Brescia |
| -           | 56 a 59     | 1953      | Fiat 668F/131  | Viberti     | Marelli         |                                                  |
| -           | 60 a 70     | 1956-1958 | Alfa Romeo 920 | Viberti     | Marelli         |                                                  |
| -           | 71 a 78     | 1959-1961 | Fiat 2411      | Cansa       | CGE             | 71 a 77 venduti nel 1968 alla rete di Bologna    |